# Конференція в Спа
Конференція в Спа (5 липня 1920 — 16 липня 1920) — збори представників Антанти, за участі Польщі, Чехословаччини та Німеччини, відбулася влітку 1920 року в бельгійському місті Спа. 
Конференція була присвячена:
- Німецьким затримкам у виконанні положень Версальського договору (затримка в галузі роззброєння і сплати військових репарацій).
- Встановлення загальної суми німецьких репарацій і розподіл квот між країнами, що мали право на їх отримання;
- втручання в радянсько-польський конфлікт зважаючи на успішний наступ радянських військ на польській території;
- поділ спірної території Цешинської Сілезії між Польщею та Чехословаччиною (згідно з рішенням конференції 28 липня 1920 був проведений поділ території, внаслідок якого значна етнічна польська меншина опинилася на переданій Чехословаччині території, що призвело згодом до загострення етнічної напруженості в цьому регіоні і погіршення відносин між двома країнами).